# Henryk Orzeł
Henryk Orzeł (ur. 31 stycznia 1930 w Łazie k. Ciechanowa, zm. 27 maja 2009) – polski okulista, pułkownik, profesor medycyny.

## Życiorys
Do liceum uczęszczał w podolsztyńskim Barczewie. Na Akademii Medycznej w Warszawie ukończył dwuletni kurs technika felczera. W latach 1954–60 studiował medycynę, następnie został skierowany do służby jako lekarz wojskowy w jednostce w Orzyszu. W 1964 roku rozpoczął specjalizację w Klinice Okulistyki łódzkiej Wojskowej Akademii Medycznej (WAM), gdzie rok później został zatrudniony. Uzyskał I i II stopień specjalizacji w okulistyce. Doktoryzował się w 1971 roku na podstawie pracy "Badania doświadczalne i kliniczne nad wpływem promieniowania laserowego na tkanki oka" (badania z zastosowaniem lasera rubinowego). Był pierwszym kierownikiem pracowni laserowej przy Klinice Okulistyki WAM. Odbył staże naukowe w Petersburgu i Frankfurcie nad Menem. Habilitował się w 1978 roku na podstawie dotychczasowego dorobku i rozprawy "Badania kliniczne i doświadczalne nad patogenezą nawrotowego zapalenia błony naczyniowej oka". Tytuł naukowy profesora nauk medycznych został mu nadany w 1992 roku. Swoje prace publikował m.in. w Klinice Ocznej.
Członek Polskiego Towarzystwa Okulistycznego (oddział łódzki, sekcja retinologiczna, członek honorowy). Odznaczony m.in. Krzyżem Kawalerskim Orderu Odrodzenia Polski, Złotym i Srebrnym Krzyżem Zasługi. Przeniesiony w stan spoczynku w 1995 roku. Zmarł 27 maja 2009 roku.